# Itholoke
Itholoke is een dorp in het district Southern in Botswana. De plaats telt 497 inwoners (2011).